# Jürgen Lässig

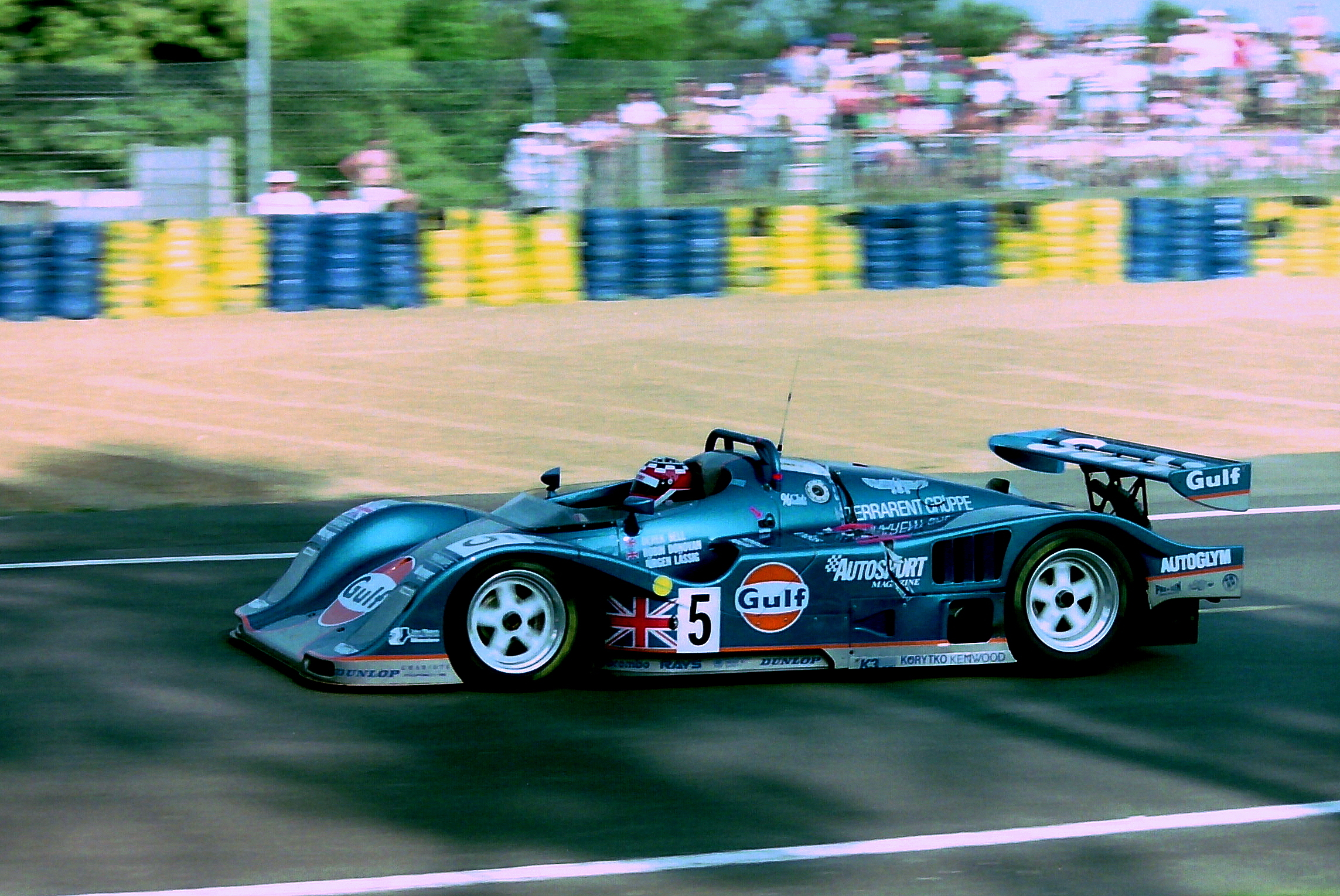
Jürgen Lässig am Steuer des Kremer K8 Spyder beim 24-Stunden-Rennen von Le Mans 1994

Jürgen Lässig (* 25. Februar 1943 in Tuttlingen; † 17. Februar 2022 ebenda) war ein deutscher Automobilrennfahrer.

## Karriere
Der einer größeren Motorsportgemeinde weitgehend unbekannte Lässig war einer der besten deutschen Sportwagenpiloten der 1980er- und 1990er-Jahre. 16-mal war er beim 24-Stunden-Rennen von Le Mans am Start und war damit nur zweimal weniger als Hans-Joachim Stuck bei diesem Langstreckenrennen dabei, der mit 18 Starts der Deutsche mit den meisten Teilnahmen an der Sarthe ist.
Seinen größten Erfolg im Motorsport feierte Lässig 1995, als er mit einem Kremer K8 Spyder gemeinsam mit Giovanni Lavaggi, Marco Werner, Christophe Bouchut und Oscar Larrauri das 24-Stunden-Rennen von Daytona gewann.
Sein Debüt in Le Mans gab er 1981 als Partner von Edgar Dören und Gerhard Holup auf einem Porsche 935K3. Das Trio musste nach 47 gefahrenen Runden nach einem Motorschaden aufgeben. Im selben Jahr siegte das Trio beim 1000-km-Rennen von Monza. Zwei Jahre später kam Lässig zum ersten Mal unter die ersten zehn der Gesamtwertung, als er im Porsche 956 von Obermaier Racing und mit Axel Plankenhorn und Desiré Wilson als Partner Siebter wurde.
1986, wieder im Porsche 956 von Obermaier Racing, wurde er Fünfter und ein Jahr später erreichte er sein bestes Ergebnis in Le Mans, als er im Primagaz-Porsche 962 Zweiter wurde.
Lässig kam in Le Mans sieben Mal unter die ersten zehn und galt als Spezialist für den Porsche 962, den er über viele Jahre pilotiert hatte. Mit diesem Modell war er auch bei vielen Sportwagenrennen abseits von Le Mans und Daytona am Start. Nach dem Rennen von Le Mans 1997, das er nach einem Motorschaden am Kremer K8 vorzeitig beenden musste, erklärte er seinen Rücktritt vom Motorsport.
Lässig hatte Betriebswirtschaftslehre in Hamburg studiert und arbeitete als Wirtschaftsberater. Seit 1986 betrieb er den Motorsport nur noch als Hobby. Er starb im Februar 2022.

## Statistik

### Le-Mans-Ergebnisse
| Jahr | Team                  | Fahrzeug         | Teamkollege        | Teamkollege                | Platzierung | Ausfallgrund       |
| ---- | --------------------- | ---------------- | ------------------ | -------------------------- | ----------- | ------------------ |
| 1981 | Weralit Racing Team   | Porsche 935K3    | Edgar Dören        | Gerhard Holup              | Ausfall     | Motorschaden       |
| 1983 | Obermaier Racing      | Porsche 956      | Axel Plankenhorn   | Desiré Wilson              | Rang 7      |                    |
| 1984 | Obermaier Racing      | Porsche 956      | George Fouché      | John Graham                | Ausfall     | Unfall             |
| 1985 | Obermaier Racing      | Porsche 956      | Jesús Pareja-Mayo  | Hervé Regout               | Rang 8      |                    |
| 1986 | Obermaier Racing      | Porsche 956      | Fulvio Ballabio    | Dudley Wood                | Rang 5      |                    |
| 1987 | Primagaz Compétition  | Porsche 962C     | Pierre Yver        | Bernard de Dryver          | Rang 2      |                    |
| 1988 | Primagaz Compétition  | Porsche 962C     | Pierre Yver        | Dudley Wood                | Rang 11     |                    |
| 1989 | Obermaier Racing      | Porsche 962C     | Pierre Yver        | Paul Belmondo              | Ausfall     | Unfall             |
| 1990 | Obermaier Racing      | Porsche 962C     | Pierre Yver        | Otto Altenbach             | Rang 9      |                    |
| 1991 | Team Salamin Primagaz | Porsche 962C     | Pierre Yver        | Otto Altenbach             | Ausfall     | Aufhängungsschaden |
| 1992 | Obermaier Racing GmbH | Porsche 926C     | Pierre Yver        | Otto Altenbach             | Rang 10     |                    |
| 1993 | Porsche Kremer Racing | Porsche 962CK6   | Giovanni Lavaggi   | Wayne Taylor               | Rang 12     |                    |
| 1994 | Gulf Oil Racing       | Kremer K8 Spyder | Derek Bell         | Robin Donovan              | Rang 6      |                    |
| 1995 | Porsche Kremer Racing | Kremer K8 Spyder | Franz Konrad       | Antônio de Azevedo Hermann | Ausfall     | Getriebeschaden    |
| 1996 | Kremer Racing         | Kremer K8 Spyder | Christophe Bouchut | Harri Toivonen             | Ausfall     | Unfall             |
| 1997 | Kremer Racing         | Kremer K8 Spyder | Tomás Saldaña      | Carl Rosenblad             | Ausfall     | Motorschaden       |

### Sebring-Ergebnisse
| Jahr | Team          | Fahrzeug         | Teamkollege        | Teamkollege      | Platzierung | Ausfallgrund |
| ---- | ------------- | ---------------- | ------------------ | ---------------- | ----------- | ------------ |
| 1995 | Kremer Racing | Kremer K8 Spyder | Christophe Bouchut | Giovanni Lavaggi | Rang 30     |              |

### Einzelergebnisse in der Sportwagen-Weltmeisterschaft
| Saison | Team                            | Rennwagen          | 1   | 2   | 3   | 4   | 5   | 6   | 7   | 8   | 9   | 10  | 11  | 12  | 13  | 14  | 15  | 16  | 17  |
| ------ | ------------------------------- | ------------------ | --- | --- | --- | --- | --- | --- | --- | --- | --- | --- | --- | --- | --- | --- | --- | --- | --- |
| 1977   | Max Moritz                      | Porsche Carrera RS | DAY | MUG | DIJ | MON | SIL | NÜR | VAL | PER | WAT | EST | LEC | MOS | IMO | SAL | BRH | HOK | VAL |
| 1977   | Max Moritz                      | Porsche Carrera RS |     |     |     |     |     |     |     |     |     |     |     |     | DNF |     |     |     |     |
| 1978   | Max Moritz                      | Porsche Carrera RS | DAY | SEB | MUG | TAL | DIJ | SIL | NÜR | LEM | MIS | DAY | WAT | VAL | ROD |     |     |     |     |
| 1978   | Max Moritz                      | Porsche Carrera RS |     |     |     | 23  |     |     |     |     |     |     |     |     |     |     |     |     |     |
| 1979   | Max Moritz                      | Porsche 934        | DAY | SEB | MUG | TAL | DIJ | RIV | SIL | NÜR | LEM | PER | DAY | WAT | SPA | BRH | ROA | VAL | ELS |
| 1979   | Max Moritz                      | Porsche 934        |     |     |     |     | 7   |     |     |     |     |     |     |     |     |     |     |     |     |
| 1980   | Weralit Racing                  | Porsche 935        | DAY | BRH | SEB | MUG | MON | RIV | SIL | NÜR | LEM | DAY | WAT | SPA | MOS | ROA | VAL | DIJ |     |
| 1980   | Weralit Racing                  | Porsche 935        |     | DNF |     |     |     |     | 6   | 11  |     |     |     |     |     |     | 4   | DNF |     |
| 1981   | Weralit Racing                  | Porsche 935        | DAY | SEB | MUG | MON | RIV | SIL | NÜR | LEM | PER | DAY | WAT | SPA | MOS | ROA | BRH |     |     |
| 1981   | Weralit Racing                  | Porsche 935        |     |     | 12  | 1   |     | 5   | 5   | DNF |     |     |     |     |     |     |     |     |     |
| 1982   | Weralit Racing Obermaier Racing | Porsche 935 BMW M1 | MON | SIL | NÜR | LEM | SPA | MUG | FUJ | BRH |     |     |     |     |     |     |     |     |     |
| 1982   | Weralit Racing Obermaier Racing | Porsche 935 BMW M1 | DNF | 9   | DNF |     | 10  |     |     |     |     |     |     |     |     |     |     |     |     |
| 1983   | Obermaier Racing                | Porsche 956        | MON | SIL | NÜR | LEM | SPA | FUJ | KYA |     |     |     |     |     |     |     |     |     |     |
| 1983   | Obermaier Racing                | Porsche 956        | 4   | 4   | 4   | 7   | 5   |     |     |     |     |     |     |     |     |     |     |     |     |
| 1984   | Obermaier Racing                | Porsche 956        | MON | SIL | LEM | NÜR | BRH | MOS | SPA | IMO | FUJ | KYA | SAN |     |     |     |     |     |     |
| 1984   | Obermaier Racing                | Porsche 956        | DNF | DNF | DNF | 21  |     |     | 5   | 6   |     |     |     |     |     |     |     |     |     |
| 1985   | Obermaier Racing                | Porsche 956        | MUG | MON | SIL | LEM | HOK | MOS | SPA | BRH | FUJ | SEL |     |     |     |     |     |     |     |
| 1985   | Obermaier Racing                | Porsche 956        | 6   | DNF | 7   | 8   | 7   |     | 8   |     |     |     |     |     |     |     |     |     |     |
| 1986   | Obermaier Racing                | Porsche 956        | MON | SIL | LEM | NÜN | BRH | JER | NÜR | SPA | FUJ |     |     |     |     |     |     |     |     |
| 1986   | Obermaier Racing                | Porsche 956        |     | 12  | 5   | 7   | 8   | 4   | 4   |     | DNF |     |     |     |     |     |     |     |     |
| 1987   | Primagaz                        | Porsche 962        | JAR | JER | MON | SIL | LEM | NÜN | BRH | NÜR | SPA | FUJ |     |     |     |     |     |     |     |
| 1987   | Primagaz                        | Porsche 962        |     |     |     |     | 2   | 5   |     | 7   | 9   |     |     |     |     |     |     |     |     |
| 1988   | Primagaz                        | Porsche 962        | JER | JAR | MON | SIL | LEM | BRÜ | BRH | NÜR | SPA | FUJ | SAN |     |     |     |     |     |     |
| 1988   | Primagaz                        | Porsche 962        |     | 11  |     |     |     |     |     |     |     |     |     |     |     |     |     |     |     |
| 1989   | Obermaier Racing                | Porsche 962        | SUZ | DIJ | JAR | BRH | NÜR | DON | SPA | MEX |     |     |     |     |     |     |     |     |     |
| 1989   | Obermaier Racing                | Porsche 962        |     | 20  | 15  | 12  | 16  |     | 12  | DNF |     |     |     |     |     |     |     |     |     |
| 1990   | Obermaier Racing                | Porsche 962        | SUZ | MON | SIL | SPA | DIJ | NÜR | DON | MOT | MEX |     |     |     |     |     |     |     |     |
| 1990   | Obermaier Racing                | Porsche 962        | DNF | DNF | 18  | 11  |     | 16  | DNF | 17  |     |     |     |     |     |     |     |     |     |
| 1991   | Team Salamin                    | Porsche 962        | SUZ | MON | SIL | LEM | NÜR | MAG | MEX | AUT |     |     |     |     |     |     |     |     |     |
| 1991   | Team Salamin                    | Porsche 962        |     |     |     | DNF |     | 10  |     |     |     |     |     |     |     |     |     |     |     |
| 1992   | Obermaier Racing                | Porsche 962        | MON | SIL | LEM | DON | SUZ | MAG |     |     |     |     |     |     |     |     |     |     |     |
| 1992   | Obermaier Racing                | Porsche 962        | 10  |     |     |     |     |     |     |     |     |     |     |     |     |     |     |     |     |